# Lathrocordulia
Lathrocordulia là một chi chuồn chuồn ngô thuộc họ Corduliidae. Nó gồm các loài:
- Lathrocordulia garrisoni